# Пауперизація
Паупериза́ція, або павпериза́ція, (лат. pauper, бідний, незаможний) — один із видів низхідної соціальної мобільності згідно з марксизмом. Пауперизація означає масове зубожіння населення, насамперед пролетаріату. Пауперизацією К. Маркс вважав перехід робітничого класу в нижчий клас, опускання на соціальне дно (в так званий андерклас). В наш час пауперизація може охоплювати не лише робітничий клас, а й інші прошарки населення.
Пауперизація набула значного поширення в Новий час у зв'язку з розвитком мануфактурного виробництва, а згодом і промисловості. У другій половині XVII ст. число пауперів в Англії сягало близько 2 800 000 осіб (для порівняння: селяни всіх категорій — фрігольдери, копігольдери і ін. становили 1 730 000 чоловік).
На відміну від розвинутих країн, де частка андеркласу не перевищує 5 % громадян, в Україні через масштабні процеси маргіналізації, пауперизації та люмпенізації населення андерклас є досить численним. За різними підрахунками, кількість пауперизованого населення в Україні становить близько 14 % або 22-23 %.